# Elisa Serrana
Elisa Pérez Walker, más conocida por su seudónimo Elisa Serrana (Santiago, 1930-ibídem, 4 de septiembre de 2012), fue una profesora y novelista feminista chilena perteneciente al grupo de escritoras de la generación del 50 en las que también están Mercedes Valdivieso, Marta Jara, Elena Aldunate y Matilde Ladrón de Guevara, entre otras.

## Biografía
Nació en  una familia de terratenientes: su padre fue Santiago Pérez Peña (Santiago Joaquín Pérez Rodríguez-Peña, 1883) —ingeniero civil, agricultor, diputado por el departamento de Caupolicán (1924; 1926-1930), ministro de Justicia (1932), intendente de Magallanes (1937), presidente de la Federación Chilena de Golf (1949-1951)—, su madre fue Blanca Walker Larraín.
Sobre ellos diría: «Mi padre escribía versos, pintaba óleos, imaginaba grandes empresas, compraba minas en Bolivia y vendía fundos en Chile, defendía desde el Congreso Nacional la libertad y por ello fue perseguido. Ingeniero de ferrocarriles, político liberal, visionario en las ideas, descriteriado en los negocios. Era alegre, depresivo, creativo e inestable. Amaba a su familia y la dejó en la calle, vivió como un señor y murió en la pobreza, dejándome solo un recuerdo muy tierno, lejano e irreal. Mi madre era, por educación, vocación y profesión cristiana. La religión era el principio y el fin de sus afanes. Nos enseñó a rezar, a leer, a escribir y a recitar. Sobria y puritana, se adaptó a los insólitos vaivenes de la vida que mi padre le impuso. Le gustaba realmente la pobreza, pero al vagabundaje se adaptó con dolor. De carácter triste y austero…».
Elisa, que tuvo ocho hermanos, se educó en el Colegio de los Sagrados Corazones de Providencia (Monjas Francesas) —«el afecto familiar no logró endulzar el recuerdo amargo que conservo de mi niñez: el colegio, las compañeras y los profesores me fueron tremendamente odiosos»— y luego estudió pedagogía en religión en la Universidad Católica de Chile.
Se casó a los 19 años con Horacio Serrano, ensayista veinte años mayor que ella, ex ministro de Agricultura (1940), miembro de la Academia Chilena de la Lengua (1970) y columnista de El Mercurio. La pareja tuvo 5 hijas, entre ellas la también escritora Marcela Serrano, de la que se esgrime que «se puede percibir una cierta continuidad, una relación literario-filial que parece ir de la mano con el cambio generacional que se produjo entre Elisa Serrana y su hija».
En 1972 el gobierno de la Unidad Popular les expropió el fundo familiar Los Remolinos, en Ñuble, lo que según Margarita, su hija periodista, «fue una tragedia emocional» para la familia. A pesar de ello, no fueron partidarios del golpe militar encabezado por el general Augusto Pinochet contra Salvador Allende al año siguiente.
Elisa Serrana trabajó en Zig-Zag, a la que ingresó en 1962 y llegó a ser directora del departamento infantil Revistas Disney; dejó la editorial en 1976.
Después de sufrir, en 1987, un derrame cerebral, se retiró a Mallarauco, a 15 kilómetros de Melipilla, donde pasó los últimos 30 años de su vida. «Extremadamente católica», la escritora «nunca dejó de creer ni de rezar».

## Carrera literaria
Sus primeras incursiones creativas fueron la escritura de «horribles versos, que convervaba en una caja de zapatos como secreto maravilloso»; después escribió su primera novela, «320 páginas de ficción con algunos toques verídicos y rasgos de personas» de su familia, que nunca sacó a luz «porque el libro es malo».
Los primeros relatos se los llevó a Eugenio González Rojas, quien se los comentó y corrigió. Comenzó a publicar en 1955 artículos y cuentos (En el balneario, fue premiado en el Concurso del Sindicato de Escritores de Chile) en diversos periódicos y revistas, pero se hace un nombre como escritora a partir de 1960, cuando sale su primera novela Las tres caras de un sello, con éxito de crítica.
En el campo literario, dedicó «su vida a escribir acerca del rol de la mujer burguesa en Chile». A su ópera prima le siguieron cuatro novelas: Chilena, casada, sin profesión, exponente de los efectos del feminismo en la sociedad chilena de la década de 1920, Una, la mejor, según la crítica nacional, En blanco y negro y finalmente A cuál de ellas quiere usted: "mandandirumdirunda", que obtuvo mención en el Premio de Novela Andrés Bello 1984.
En opinión de Michelle Prain Brice, Serrana retrató:

«(...) con agudeza la pasividad de la mujer chilena. Fue todo un éxito de ventas y, a juzgar por los resultados, caló hondo en sus lectores, contribuyendo, de seguro, a cambiar hábitos arraigados»
(Michelle Prain Brice, 2012)

El derrame cerebral sufrido en 1987 la obligó a abandonar la producción literaria, sin alcanzar a realizar su sueño de escribir lo que ella consideraba que sería su obra cumbre: «la historia de tres generaciones, la de su madre, la de ella y la de sus hijas. Las tres con sus dramas y virtudes y con sus dificultades de adaptación».

## Novelas
- Las tres caras de un sello, Editorial Zig-Zag, Santiago,  c1960 (reediciones: 1961, 1964); descargable desde el portal Memoria Chilena
- Chilena, casada, sin profesión, Zig-Zag, Santiago, 1963 (reediciones: 1964, 1965, 1967, 1974; Andrés Bello, 2002, 2003)
- Una, Zig-Zag, Santiago, c1964 (reediciones: 1973, 1965)
- En blanco y negro Zig-Zag, Santiago, 1968 (Plaza & Janés, 2004)
- A cuál de ellas quiere usted: "mandandirumdirunda", Editorial Andrés Bello, Santiago, 1985; descargable desde el portal Memoria Chilena
- Obras selectas, Andrés Bello, Santiago, 2002[19]